# Nová Ves (Sokolovi járás)
Nová Ves település Csehországban, a Sokolovi járásban. Nová Ves Krásno, Mnichov, Teplá, Prameny, Otročín, Bečov nad Teplou és Rovná településekkel határos. Lakosainak száma 199 fő (2024. január 1.).

## Népesség
A település lakosságának változását az alábbi diagram mutatja:
| Lakosok száma | 2597 | 2371 | 1873 | 166  | 278  | 256  | 194  | 177  | 205  | 199  |
|               | 1869 | 1890 | 1921 | 1950 | 1980 | 2001 | 2017 | 2019 | 2022 | 2024 |